# Glantane East

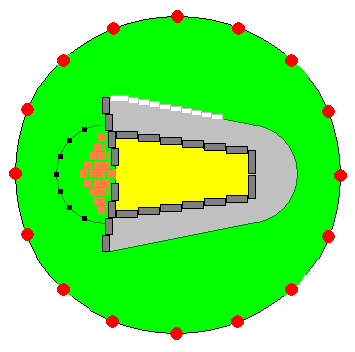
Prinzip des Wedge Tomb am Beispiel Island im Co. Cork

Glantane East ist ein Komplex vorzeitlicher Denkmäler im Townland Glantane East, irisch An Gleanntán Thoir bei Boherboy oder Boherbue, 8,2 km südlich von Millstreet im Westen des County Cork in Irland. Eng benachbart finden sich hier:

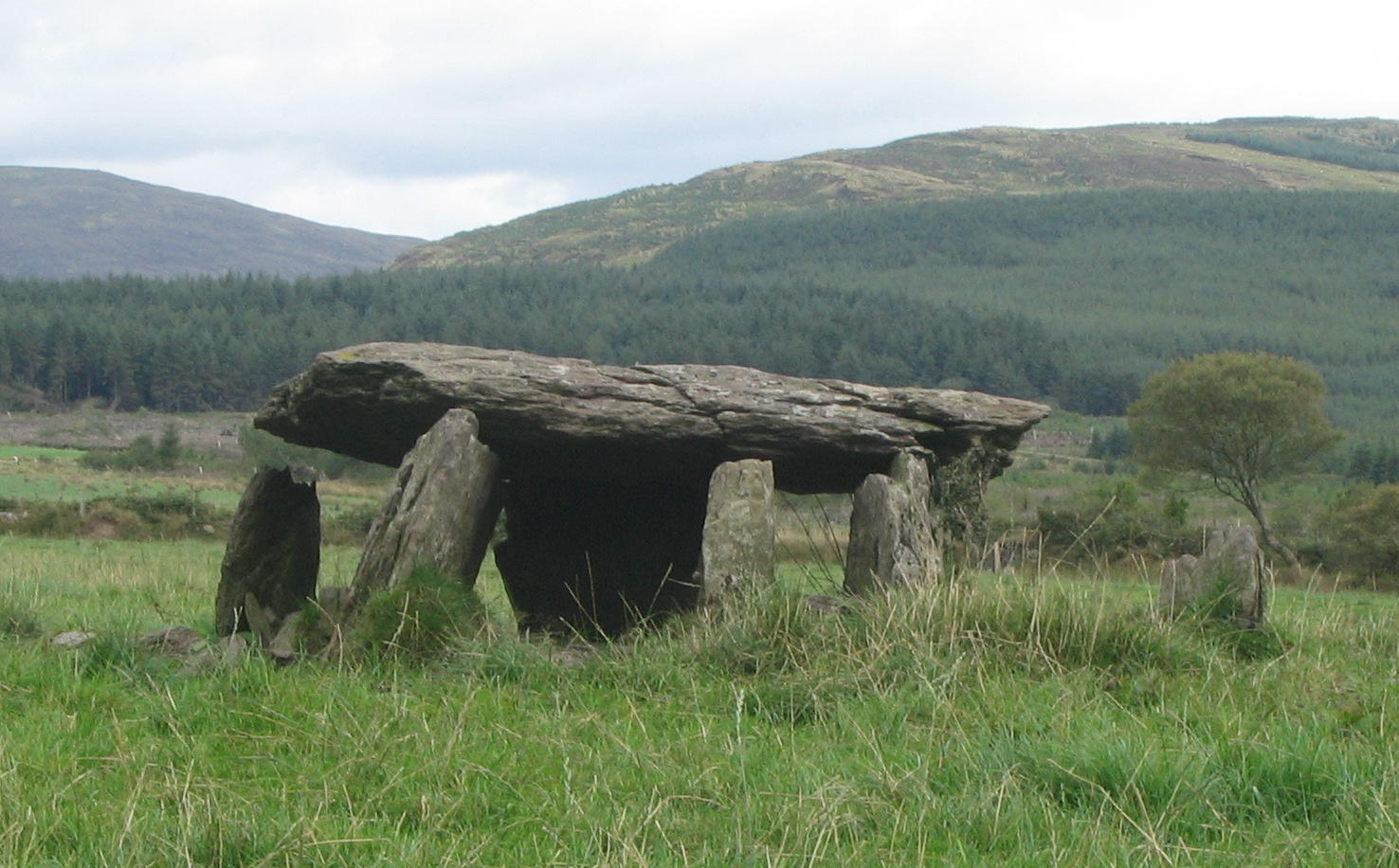
Glantane East Wedge Tomb "the Flags"

- das Wedge Tomb, im Volksmund „The Flags“ genannt
- zwei Steinkreise
- eine Steinreihe

## Das Wedge Tomb
Die nur 90 cm hohen Tragsteine stützen einen sehr flachen 2,4 m² großen Deckstein, der in Dreipunktauflage auf zwei Seitensteinen und dem rückwärtigen Stein ruht. Der halbhohe Eingangsstein steht zwischen den beiden Seitensteinen. Von der Cairnfüllung dieses ähnlich wie in Island recht kleinen Keilgrabes ist wenig erhalten. Es handelt sich um ein National Monument. Wedge tombs (deutsch „Keilgräber“), früher auch „wedge-shaped gallery grave“ genannt, sind ganglose, mehrheitlich ungegliederte Megalithbauten der späten Jungsteinzeit und der frühen Bronzezeit.

## Die Steinkreise

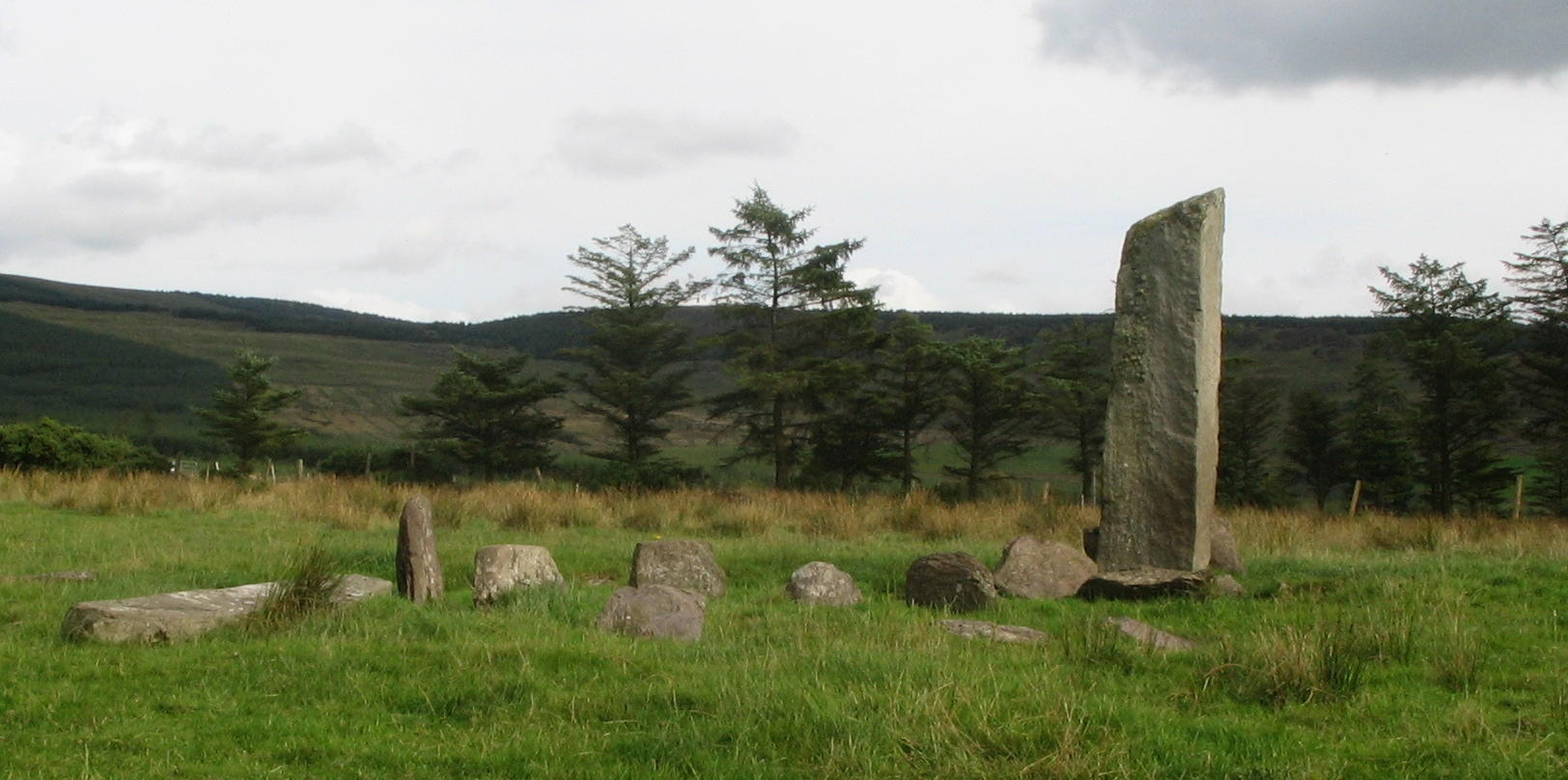
Glantane Steinkreis

In der Republik Irland gibt es 187 Steinkreise. Die Mehrheit befindet sich mit 103 Kreisen im County Cork. 20 Kreise liegen im County Kerry und 11 im County Mayo. Der nahe dem Wedge Tomb gelegene Steinkreis hat fünf Meter Durchmesser. Fünf seiner elf kleinen Steine stehen noch, während sechs umgefallen sind. Außerhalb des Kreises gibt es im Norden und Süden zwei vier Meter hohe, wieder errichtete Menhire, einer ist erneut umgefallen. In der Kreismitte befindet sich ein großes Loch. Hier befand sich vermutlich ein Boulder Burial. Damit gehört der Kreis in eine kleine Gruppe von Kreisen mit Graben und Wall, wie sie auch bei Reanascreena im County Cork und Lissyviggeen im County Kerry vorliegen.
400 m entfernt und von Bäumen umrahmt befindet sich ein weiterer Steinkreis der Cork-Kerry-Serie (Axial stone circle – ASC). Er hat einen Durchmesser von 4,7 m. 10 Steine und der axiale Stein sind vorhanden. Die beiden Portalsteine sind etwa 81 cm hoch.

## Die Steinreihe
800 Meter entfernt vom Wedge tomb steht eine Steinreihe bestehend aus drei Steinen. Ein Stein ist 2,4 m hoch und intakt. Die beiden anderen sind zerbrochen und nur noch etwa 90 cm hoch.